# Prénom Carmen
Série Trilogie du sublime
Passion
(1982) Je vous salue, Marie
(1985)
Pour plus de détails, voir Fiche technique et Distribution.
Prénom Carmen est un film français réalisé par Jean-Luc Godard, sorti en 1983.
Le film est considéré comme le second volet de la Trilogie du sublime, précédé par Passion et suivi de Je vous salue, Marie. À la Mostra de Venise 1983, le film remporte non seulement le Lion d'or du meilleur film, mais reçoit également un prix spécial du jury, pour la photographie de Raoul Coutard et le son de François Musy.
Le scénario est inspiré de l'opéra Carmen de Georges Bizet, dont les droits avaient expiré ; d'autres réalisateurs de ces années-là se sont engagés comme Godard dans une adaptation cinématographique de ce même opéra : Francesco Rosi (Carmen, 1984), Carlos Saura (Carmen, 1983), Peter Brook (La Tragédie de Carmen, 1983) ; mais le livret d'Henri Meilhac et Ludovic Halévy et la nouvelle de Prosper Mérimée ne sont pour le réalisateur franco-suisse qu'un point de départ, étant donné que très peu de l'opéra subsiste dans le film.

## Synopsis
Une jeune fille nommée Carmen, qui appartient à un groupe d'extrême gauche pratiquant le terrorisme armé, se rend à l'hôpital pour rendre visite à son oncle Jeannot, un ancien réalisateur de films qui se fait passer pour malade afin de vivre de l'assistance publique. Carmen lui annonce qu'elle prépare un film avec des amis et elle lui demande s'ils peuvent utiliser sa résidence secondaire balnéaire pour le tournage. En réalité, Carmen et son groupe préparent un braquage pour s'autofinancer, en s'inspirant de John Dillinger qui a réussi un hold-up en déguisant ses hommes en équipe de tournage.
Dans les interludes entre les scènes, quatre musiciens répètent certains des quatuors à cordes de Beethoven. L'une des violonistes est la jeune Claire, discrètement courtisée par un ami de son frère, Joseph, dont le métier est agent de sécurité. C'est précisément Joseph qui est en service armé à la banque lorsque le groupe de Carmen arrive, déguisé en équipe de tournage. Pour se faire passer pour une actrice, elle s'est habillée d'un costume et de chaussures à talons hauts. Le braquage ne se déroule pas comme prévu, les gardes réagissent, et le tout dégénère de façon désordonnée avec des coups de feu et des effusions de sang. Joseph tente de bloquer Carmen alors qu'elle descend de l'étage supérieur, elle lui tire dessus avec un pistolet ; il répond avec son fusil, mais les deux armes s'enrayent. Ils se jettent l'un sur l'autre, tombent au sol en se serrant l'un contre l'autre, se battent au corps à corps, puis soudain s'embrassent passionnément, indifférents à la fusillade qui continue.
Ils décident instantanément de fuir ensemble, elle accepte de se laisser menotter pour simuler une arrestation. Ils s'enfuient dans l'une des voitures utilisées par les terroristes. Joseph refuse de libérer ses poignets et, pour ne pas la perdre de vue, va jusqu'à l'emmener avec lui dans les toilettes lorsqu'ils s'arrêtent à une station-service. Par défi, Carmen soulève sa jupe sur ses fesses et utilise un urinoir mural sous le regard d'un autre homme.
Joseph ne lui libère les mains que lorsqu'ils arrivent à la maison secondaire de l'oncle Jeannot, où ils vivent isolés face à une mer sauvage, des vagues et une plage déserte. En attendant les complices de Carmen, c'est l'idylle pour tous les deux : ils font souvent l'amour et se promènent nus dans l'appartement. Elle planifie l'enlèvement d'un industriel dans le but de s'autofinancer. Joseph aimerait lui parler de Claire, mais les deux filles sont trop différentes.
En suivant la piste, la police parvient à la maison de la plage et l'encercle. Il y a une fusillade, Joseph est attrapé et immédiatement jugé. La défense dans la salle d'audience est assurée par un jeune avocat qui plaide sa cause avec ferveur et conviction, convainquant le jury que Joseph a agi par amour. Le verdict est un acquittement. Claire, qui a assisté au procès, célèbre l'événement en proposant à Joseph un nouveau travail, puisqu'il a été licencié. Le garçon est tenté d'accepter, mais il reçoit une rose rouge envoyée par Carmen.
Entre-temps, Carmen et Jacques, le chef du groupe qui est aussi son ex-amant, rencontrent l'oncle Jeannot dans un bar : ils reviennent sur l'idée de tourner un film dont il est censé être le réalisateur, non plus dans sa villa du bord de mer mais dans un grand hôtel parisien. L'oncle agit comme s'il n'était pas complètement sain d'esprit, mais il se rend compte que l'idée du film n'est qu'une couverture.
Joseph est retourné chez Carmen, tous deux prennent une suite de luxe dans le Grand hôtel où se trouve l'industriel que le groupe a prévu d'enlever pour obtenir une rançon. La police, qui a des soupçons, surveille l'hôtel. Carmen propose à Joseph de jouer un rôle dans le film, il part et revient avec les autres membres du groupe, qui apportent des armes avec eux. Quelque chose se brise cependant entre les deux jeunes gens ; Carmen dit à Joseph que c'est fini entre eux, ils se giflent mutuellement avec rancœur. Il la rejoint sous la douche et se masturbe désespérément.
La fausse équipe de tournage s'installe dans la salle à manger de l'hôtel, suivant les instructions de l'oncle Jeannot, sceptique. Dans la même pièce se trouve également le quatuor à cordes dont Claire fait partie, engagé par la direction. Soudain, les terroristes sortent leurs armes, les policiers en civil réagissent tandis que les musiciens continuent à jouer du Beethoven. Une fusillade s'ensuit, les clients et même les amis de Carmen sont touchés. Joseph fait également irruption, brandissant une arme avec l'intention de tuer Carmen. Entre les deux, il y a à nouveau un combat au corps à corps, dans les escaliers, à l'image de celui qui les a fait tomber amoureux. Un coup de feu est entendu. Carmen est à terre, un serveur se penche sur elle pour écouter ses derniers mots :

« Carmen : Comment ça s'appelle quand il y a les innocents dans un coin et les coupables dans l'autre ?

Le serveur : Je ne sais pas, mademoiselle.

Carmen : Mais si ! Quand tout le monde a tout gâché, que tout est perdu mais que le jour se lève, et que l'air quand même se respire.

Le serveur : Cela s'appelle l'aurore, mademoiselle. »

## Fiche technique
- Titre original : Prénom Carmen
- Réalisation : Jean-Luc Godard, assisté de Richard Debuisne
- Scénario : Anne-Marie Miéville
- Production : Alain Sarde
- Musique : Ludwig van Beethoven
- Photographie : Raoul Coutard et Jean-Bernard Menoud
- Montage : Fabienne Alvarez-Giro et Suzanne Lang-Willar
- Costumes : Renée Renard
- Sociétés de production : Sara Films, JLG Films, Films A2
- Pays de production :  France
- Langue originale : français
- Format : Couleurs par Eastmancolor - 1,37:1 - Son mono - 35 mm
- Genre : drame
- Durée : 85 minutes
- Date de sortie : 
  - Italie : 8 septembre 1983 (Mostra de Venise 1983)
  - France : 11 janvier 1984

## Distribution
- Maruschka Detmers :  Carmen X
- Jacques Bonnaffé :  Joseph Bonnaffé
- Myriem Roussel :  Claire
- Christophe Odent :  Le chef
- Pierre-Alain Chapuis
- Bertrand Liebert :  Le garde du corps
- Alain Bastien-Thiry :  Le valet du grand hôtel
- Hippolyte Girardot :  Fred
- Odile Roire
- Valérie Dréville :  La nourrice
- Christine Pignet
- Jean-Michel Denis
- Jacques Villeret :  L'homme qui mange des yaourts dans les toilettes de la station-service
- Sacha Briquet :  apparition (non crédité)
- Jean-Luc Godard :  Oncle Jeannot (non crédité)
- Vadim Cotlenko :  Le médecin qui veut chasser Oncle Jeannot de l'hôpital (non crédité)
- Jean-Pierre Mocky :  Le malade qui crie 'Y a-t-il un Français dans la salle?' (non crédité)

## Production
Prénom Carmen est le deuxième film de cette « trilogie du sublime » que Godard a entrepris de tourner au début des années 1980 comme un retour volontaire à la perfection de l'image, après l'expérience du groupe Dziga Vertov et les expériences vidéo des années précédentes. Cette intention de classicisme formel sera récompensée par des prix officiels pour le son et la photographie à la Mostra de Venise.
Après l'échec commercial du précédent film Passion, une surprise pour l'auteur, le budget à sa disposition était beaucoup plus faible (significative en ce sens est la dédicace dans la légende finale : « In memoriam small movies ») ; afin de contenir les coûts, Godard a décidé de jouer un rôle lui-même, qui est une variation de son personnage récurrent, l'Idiot, auquel il consacrera quelques années plus tard un film entier (Soigne ta droite, 1987). Il fonde également sa propre société de production, JLG Films. Isabelle Adjani, l'une des actrices les plus en vogue de l'époque, fraîchement émoulue du succès de L'Été meurtrier de Jean Becker, refuse le rôle principal pour assister à l'agonie de son père. Une toute jeune débutante néerlandaise, Maruschka Detmers, qui obtiendra bientôt un autre rôle principal lié aux années de plomb dans Le Diable au corps de Marco Bellocchio.
D'un point de vue figuratif, Prénom Carmen est proche de l'un des plus grands succès de Godard, Pierrot le Fou : tous deux sont caractérisés par la prééminence de la couleur, qui entre puissamment dans le récit, et marqués par la présence de la mer ainsi que par le présage de la mort. Godard démonte l'histoire archétypale de l'amour et de la mort pour mettre à nu son mystère pervers.

« Tout le monde connaît l'histoire de Carmen, alors que personne ne sait ce que Carmen et José se disaient, ce qu'ils mangeaient, comment ils dormaient, comment ils faisaient l'amour. On sait comment ça commence et comment ça finit. Mais que se passe-t-il entre le début et la fin ? Ce qui nous intéressait, c'était de montrer ce que se disent un homme et une femme sous l'influence de cette image de l'amour qui pèse sur eux. »

— Jean-Luc Godard, conférence de presse à la Mostra de Venise 1983
La vision de la mer est utilisée dans les intervalles entre les scènes, dans les interstices des images qui abordent les zones secrètes du subconscient.
Prénom Carmen est le film que Godard tourne immédiatement après Passion ; une année seulement s'est écoulée, et du précédent il hérite de l'opposition dialectique art/vie, réconciliée dans le personnage de l'oncle Jeannot, le seul à comprendre ce qu'est la vie (ce n'est pas pour rien qu'il prétend être fou) et ce qu'est le cinéma : le vol, la violence, l'amour, la haine, l'action, la mort. D'autre part, l'art est clairement détaché de la vie, les parenthèses musicales sont des moments d'images et de sons parfaits, les répétitions du quatuor ont lieu dans un lieu clos, isolé, un refuge qui est un atout. Cette dialectique art/vie passe également par les deux personnages féminins entre lesquels Joseph est partagé, la sauvage Carmen, instinctive et décomplexée, et l'angélique Claire, dont les lignes de dialogue sont entièrement issues des carnets intimes de Beethoven. C'est précisément du choc entre l'art et la vie, entre ces deux ensembles d'images, que jaillit l'équilibre classiciste du film : de l'alternance entre l'histoire de Carmen et Joseph et les répétitions du quatuor, le personnage de Claire servant de ciment entre les deux.
Lorsque le film a remporté le Lion d'or, la presse italienne a été stupéfaite, certains critiques s'étant même déclarés incapables d'écrire une critique lors de la sortie du film ; Godard avait toujours eu de mauvais rapports avec la critique spécialisée italienne, incapable de le comprendre depuis l'époque d'À bout de souffle ; même cette fois, les critiques ont donc dû trouver des justifications, et le prix a été justifié comme un hommage du jury, composé de réalisateurs de la Nouvelle Vague, à leur ancien collègue et maître reconnu. Un malentendu dramatique, car comme en témoignent également les deux prix techniques, Prénom Carmen compte selon Alberto Farassino parmi les réalisations les plus sophistiquées de Jean-Luc Godard, d'une grande originalité et d'une perfection esthétique.
L'ambition (réalisée) de Prénom Carmen est une photographie soignée ; c'est la raison pour laquelle, après une pause de 14 ans, Godard a rappelé Raoul Coutard pour sa « trilogie du sublime ». La caméra est une Aaton 35 mm spécialement fabriquée par Jean-Pierre Beauviala, le film un Eastmancolor que Godard identifie aux teintes des grands maîtres hollandais et flamands :

« Fuji est fait pour la peinture japonaise, seul Kodak est dans la tradition de la peinture hollandaise. »

— Jean-Luc Godard
Dans le film Passion, Godard a pris des images composées comme des tableaux classiques, et dans Prénom Carmen il continue à faire de la grande peinture : pour les scènes d'intérieur, Coutard utilise une lumière froide (par exemple la lumière naturelle du ciel nuageux qui entre par les fenêtres) avec un point de lumière chaude (l'éclairage électrique d'un abat-jour ou d'un lustre). Comme Vincent van Gogh à la recherche de la couleur jaune, cité par son oncle Jeannot, Godard a enfin trouvé l'essence du cinéma : la lumière.

### Différences entreCarmende Bizet et le film de Godard
|                  | Bizet                                      | Godard                                |
| ---------------- | ------------------------------------------ | ------------------------------------- |
| Carmen           | cigarière gitane                           | terroriste.                           |
| Don José         | Gendarme                                   | Joseph, détective privé               |
|                  | Micaëla                                    | Claire                                |
|                  | L'affiliation de Carmen aux contrebandiers | L'adhésion à la lutte armée           |
|                  | Carmen arrêtée et ligotée par Don José     | Fausse arrestation de Carmen menottée |
| Débit de boisson | Taverne de Lilas Pasti                     | Bars, cafés                           |
| Refuge           | Le repaire des bandits                     | La maison de plage de l'oncle Jeannot |
|                  | Arena de Toros                             | Grand Hôtel                           |
| Dénouement       | Don José poignarde Carmen.                 | L'arme de Joseph tue Carmen.          |

### Bande son
Selon un paradoxe typiquement godardien, il ne reste de la musique de Bizet dans le film que le refrain de la Habanera sifflé ici et là par les personnages, tandis que la bande sonore est monopolisée par les quatuors à cordes de Beethoven (en particulier les quatuors no 9, 10, 14, 15 et 16 interprétés par le Quatuor Prat).

« C'est maintenant une idée établie que Carmen n'existe pas sans musique. Hamlet existe sans musique. Électre existe sans musique. La musique fait partie de l'histoire de Carmen. Après tout, la nouvelle de Mérimée n'a jamais été célèbre, elle l'est devenue dès que Bizet l'a mise en musique. »

— Jean-Luc Godard, conférence de presse à la Mostra de Venise 1983
La musique de Beethoven a toujours été présente dans l'œuvre de Godard, mais il est significatif qu'elle devienne si quantitativement pertinente, également d'un point de vue sémantique, dans ce film que l'auteur veut aussi parfait en image qu'en son. L'idée, par conséquent, est de choisir une musique fondamentale, qui a marqué l'histoire de la musique.

« Ce n'est pas moi qui ai choisi Beethoven. Je dirais plutôt que c'est Beethoven qui m'a choisi, et que j'ai simplement répondu à son appel. Quand j'avais environ vingt ans, et c'est l'âge de mes personnages, j'ai écouté Beethoven. J'étais au bord de la mer, en Bretagne. Et j'ai découvert ses quatuors. »

— Jean-Luc Godard, 1983
Godard exploite le côté technique de la musique pour agir sur l'inconscient, pour s'accorder au motif du désespoir et de la douleur ; les interludes des musiciens répétant les Quatuors soulignent le sens désespéré d'un amour tragique, inéluctable, avec la fonction de diviser le sens de l'attente de celui de la douleur. Un morceau de Tom Waits Ruby's arms se fait également entendre.

## Exploitation
Présenté en compétition au 40e Festival international du film de Venise en septembre 1983, le film est sorti en salles à Paris le 7 décembre de la même année. Il est sorti dans les cinémas italiens plus d'un an après son avant-première à Venise, distribué par William d'Aldo Addobbati.

### Distinctions
- Mostra de Venise 1983 : Lion d'or et Prix technique